# Alex Barron
Alex Benjamin Barron (Orangeburg, 28 settembre 1982) che gioca nel ruolo di offensive tackle nella National Football League e dal 2013 è free agent. Fu scelto nel corso del primo giro (19º assoluto) del Draft NFL 2005 dai St. Louis Rams. Al college giocò a football all'Università statale della Florida.

## Carriera professionistica

### St. Louis Rams
Barron fu scelto come 19º assoluto del Draft NFL 2005 dai Rams. Il 14 agosto firmò un contratto quinquennale del valore di 9,5 milioni di dollari (5,5 milioni garantiti) di cui 1.000.000 di bonus alla firma, che coi bonus avrebbe potuto raggiungere un valore complessivo di 11 milioni di dollari. Già nella sua stagione da rookie, Barron divenne titolare nei Rams. Durante i suoi cinque anni nel Missouri, Barron fu il giocatore a subire più penalità nella NFL insieme al tackle Flozell Adams con più di 70 chiamate a suo sfavore. In una sconfitta 35-0 contro i San Francisco 49ers, l'opaca prestazione di Barron costrinse lo staff dei Rams a metterlo in panchina. Barron inoltre divenne famoso per le sue false partenze e per le sue penalità ricevute per trattenute. Nel 2009, Barron guidò la lega con 7 penalità per trattenute.

### Dallas Cowboys
Barron fu scambiato dai St. Louis Rams coi Dallas Cowboys per il linebacker Bobby Carpenter il 10 maggio 2010. La carriera di Barron coi Cowboys partì sotto i peggiori auspici. Nella sua prima gara, i Cowboys stavano rimontando da uno svantaggio di 13-7 con un passaggio da touchdown da Tony Romo a Roy Williams nella giocata finale della partita d'esordio della stagione 2010 contro i Washington Redskins. A Barron fu chiamata una penalità di holding (trattenuta) e poiché il fischio fu contro la squadra che stava attaccando, la gara terminò coi Cowboys sconfitti 13-7. Alex rimase in Texas una sola stagione, giocando 11 partite, di cui una come titolare.

### New Orleans Saints
Il 3 agosto 2011, Barron firmò un contratto annuale coi New Orleans Saints. Il 18 agosto, Barron fu messo in lista infortunati e saltò l'intera stagione regolare 2011. Il 22 ottobre il contratto fu sciolto.

### Seattle Seahawks
Il 15 maggio 2012, Alex Barron firmò con i Seattle Seahawks. Il 27 agosto il giocatore fu tagliato dalla squadra per raggiungere il limite consentito di 75 giocatori nel roster, rifirmò successivamente con la squadra di allenamento dei Seahawks.

### Oakland Raiders
Il 26 maggio dopo esser diventato free agent, Barron firmò un contratto annuale del valore di 715.000 dollari. Il 2 settembre 2013 fu svincolato.

## Vittorie e premi
- Miglior rookie dei Rams (2005)

## Statistiche
| Partite totali             | 87 |
| Partite totali da titolare | 75 |

Statistiche aggiornate alla stagione 2013